# Fontaine-Mâcon
Fontaine-Mâcon település Franciaországban, Aube megyében. Lakosainak száma 618 fő (2022. január 1.). Fontaine-Mâcon Avant-lès-Marcilly, Bouy-sur-Orvin, Fontenay-de-Bossery, Nogent-sur-Seine, Saint-Aubin és La Motte-Tilly községekkel határos.

## Népesség
A település népességének változása:
| Lakosok száma | 359  | 392  | 394  | 448  | 647  | 658  | 652  | 621  | 611  | 618  |
|               | 1968 | 1982 | 1990 | 2006 | 2013 | 2015 | 2017 | 2019 | 2020 | 2022 |